# MSC-Tessa-Typ
Die ULCS-Containerschiffe des MSC-Tessa-Typs, auch Hudong-Typ, werden in Langzeitchartern von der Reederei Mediterranean Shipping Company eingesetzt.

## Geschichte
Die acht Einheiten umfassende Baureihe wurde am 29. Dezember 2020 beim chinesischen Schiffbaukonzern China State Shipbuilding Corporation (CSSC) in Auftrag gegeben. Die Finanzierung der Baureihe wurde über die chinesische Bank of Communications abgewickelt, von der die einzelnen auf Einschiffsgesellschaften eingetragenen Schiffe in Langzeitchartern an MSC vermietet werden. Im März 2023 wurde mit der MSC Tessa das erste der Schiffe abgeliefert. Alle Schiffe der Klasse werden im Liniendienst zwischen Europa und Ostasien eingesetzt.

## Technik
Der Schiffsentwurf fußt auf den Schiffen der Evergreen A-Klasse, deren Containerkapazität geringfügig optimiert werden konnte. Schiffbaulich sind die beim DNV klassifizierten Schiffe wie die Mehrzahl der schon in Betrieb befindlichen ULCS-Baureihen ausgelegt. Das Deckshaus ist etwa am Ende des vorderen Schiffsdrittels angeordnet, was einen verbesserten Sichtstrahl und somit eine höhere vordere Decksbeladung ermöglicht, während Schornstein und Maschinenanlage im hinteren Drittel liegen. Vor dem Deckshaus sind sechs 40-Fuß-Bays, dahinter 14 Bays und hinter dem Maschinenaufbau vier weitere Bays angeordnet. Die Bunkertanks sind unterhalb des Aufbaus angeordnet; sie erfüllen die einschlägigen MARPOL-Vorschriften. Die Laderäume der Schiffe werden mit Pontonlukendeckeln verschlossen. Die maximale Containerkapazität wird mit 24.116 TEU angegeben. Weiterhin sind Anschlüsse für Integral-Kühlcontainer vorhanden. Die An- und Ablegemanöver werden durch ein Bugstrahlruder unterstützt.
Der Antrieb der Schiffe besteht jeweils aus einem Zweitakt-Dieselmotor, der auf einen einzelnen Festpropeller wirkt. Zur Verringerung des Kraftstoffbedarfs erhielt das Schiff ein System für Luftschmierung.

## Die Schiffe
| MSC-Tessa-Typ         | MSC-Tessa-Typ           | MSC-Tessa-Typ | MSC-Tessa-Typ                                      | MSC-Tessa-Typ              |
| Bauname               | Bauwerft/ Baunummer     | IMO- Nummer   | Kiellegung Stapellauf Ablieferung                  | Umbenennungen und Verbleib |
| --------------------- | ----------------------- | ------------- | -------------------------------------------------- | -------------------------- |
| MSC Tessa             | Hudong/H1864A           | 9930038       | 30. Dezember 2020 1. August 2022 9. März 2023      | so in Fahrt                |
| MSC Celestino Maresca | Hudong/H1865A           | 9930040       | 30. Dezember 2020 11. Oktober 2022 23. März 2023   | so in Fahrt                |
| MSC Gemma             | Hudong/H1866A           | 9936616       | 30. Dezember 2020 27. Dezember 2022 22. Mai 2023   | so in Fahrt                |
| MSC Claude Girardet   | Hudong/H1867A           | 9936628       | 30. Dezember 2020 20. März 2022 11. September 2023 | so in Fahrt                |
| MSC Raya              | Jiangnan Shipyard/H2732 | 9930052       | 30. Dezember 2020 18. November 2022 29. März 2023  | so in Fahrt                |
| MSC Nicola Mastro     | Jiangnan Shipyard/H2733 | 9930064       | 30. Dezember 2020 24. Februar 2023 15. Juni 2023   | so in Fahrt                |
| MSC Mette             | Jiangnan Shipyard/H2734 | 9936630       | 30. Dezember 2020 25. April 2023 27. Juli 2023     | so in Fahrt                |
| MSC China             | Jiangnan Shipyard/H2741 | 9936642       | 30. Dezember 2020 5. Juli 2023 9. Oktober 2023     | so in Fahrt                |
| Daten: Equasis, DNV   |                         |               |                                                    |                            |